# Улицы Омска
Омск — город с миллионным населением, в котором широко развита сеть дорожной инфраструктуры. В начале XXI века в городе насчитывается более 1400 улиц, переулков, проспектов и бульваров.

## История

### До революции
Строения Омска XVIII века возводились бессистемно, не в порядке. В своей основе это были деревянные здания, практически полностью сгоревшие во время сильнейшего пожара в начале XIX века.
Тогда началось формирование современного облика города. На «Плане города Омска с окрестностями. Снятом инструментально в 1819 году» сохранились направления улиц, по которым проходят современные транспортные артерии города. Развитие уличной систематизации можно проследить по чертежам «По Омской крепости. О произведенных работах в 1848 году», на которых заселение города нанесено различной штриховкой по состоянию на 1829, 1854 и 1877 гг.
Главной улицей Омска долгие годы оставался Чернавинский проспект (ныне ул. Ленина). Здесь располагались торговые ряды омских купцов, проходили народные гулянья. Формирование архитектурного облика улицы, сохранившегося до наших дней, происходило с 1903 по 1906 гг.
Интересно, что одна и та же улица в разных форштадтах именовалась по-разному. Так, за Железным мостом (ныне Юбилейный) Чернавинский проспект продолжался улицей Дворцовой, а далее Атаманской. Современная Коммунистическая улциа в Кадышевском форштадте называлась Главноуправленческой, а в Бутырском Мариинской.
В 1911 году в Омске проходит знаменитая Западносибирская сельскохозяйственная и промышленная выставка. Её павильоны, выполненные в стиле модерн, были настолько новаторскими и смелыми для провинциального Омска, что вдохновили архитекторов на создание кирпичных особняков с асимметричными решениями фасадов, интересным оформлением оконных проёмов, декоративными деталями в новом стиле. Ярким примером служит дом на пересечении улиц Орджоникидзе и Чапаева (бывших Тобольской и Надеждинской), в котором в 1910-е годы находился дом Акционерного общества Кузнецких каменноугольных копей.
К началу революции город значительно разросся. Границами Омска были улицы:
- Иртышская (ныне 5-я Северная), за которой начинались дачи местной знати (М. Шаниной, Ф. Штумпфа и др.);
- Цыганская (ныне 2-я Северная), за которой шло кладбище;
- с другой стороны от кладбища проходила Скорбященская улица (ныне Гусарова);
- улица Госпитальная (сохранившая своё название до наших дней) продолжалась до 2-й Ремесленной, за которой шёл выселок с церковью св. Николая;
- южная граница Омска проходила по Московской улице (ныне просп. Карла Маркса), далее шли летние лагеря Сибирского кадетского корпуса.

### После революции
Архитектура первых лет Советской власти отличается скромностью и непритязательностью. Ярким примером того, как выглядели новые улицы Омска в 1920-е — 1930-е годы может служить дом-общежитие для рабочих Сибметаллтреста, созданный инженером П. Голышевым и архитектором В. Масленниковым, а также сохранившийся до наших дней дом по улице Красный путь, занимающий целый квартал между Рабиновича и Булатова. Строения тех лет отличает отсутствие облицовки фасадов, различные стилевые элементы и венчающие северо-западную угловую часть небольшие башенки.
В 1923 году инженерами Линецким и Назаретовым был разработан план, согласно которому Омск должен был стать Городом-садом. Начинается активное озеленение улиц, открываются скверы, парки, сады (сад им. Куйбышева на месте бывшего Фребелевского детского сада, сад «Аквариум» на месте бывшей Марьиной рощи) .
7 ноября 1936 года по городу пошли первые трамваи. Пути были проложены от площади, на которой сегодня находится здание Правительства Омской области мимо Пожарной каланчи и нынешнего здания Администрации Омска через деревянный мост (ныне Юбилейный) по улице Маркса до мясокомбината. Позднее трамвайные пути были проложены по улицам Жукова и Богдана Хмельницкого.
В годы войны трамвай был основным транспортным средством. Движение осуществлялось по четырём маршрутам:
- Железнодорожный вокзал — Городок Водников (по улицам пр. Маркса, Гагарина (бывшая МОПРа), Красный путь);
- Лермонтовская — Парк культуры и Отдыха (по улицам Лермонтовская, Богдана Хмельницкого);
- Городок Водников — Сельскохозяйственный институт (по улице Красный путь);
- Сад им. Куйбышева — 11-я Ремесленная.[4]

В начале 1950-х активно застраивается проспект Маркса. Эта застройка повлекла за собой серьёзное изменение архитектурной структуры всего города. Начинает формироваться городок Нефтяников (в связи со строительством крупного нефтеперерабатывающего завода). Начинается застройка Левого берега, архитектура которого большей частью подчинена подстройке под естественный ландшафт.
5 ноября 1955 года по улицам Красный путь, Ленина пущена первая линия троллейбуса.
В 1957 году архитектором М. Сплотинцевым разрабатывается проект второй очереди (первая разработана архитектурно-проектной мастерской им. В. А. Веснина в 1950 году) застройки городка Нефтяников.
В конце 1950-х — начале 1960-х Омск стал широко известен как Город-сад, поскольку озеленение улиц имело масштабы, превышающие общероссийские.
Практически до 1980-х годов Омск выходил к Иртышу только задворками, на которых располагались товарные пристани, склады и заводы. Архитекторы Е. Степанов, П. Радищев, Б. Антипов и др. спроектировали многокилометровую набережную вдоль всего правого берега Иртыша.

### Улицы Омска в XXI веке
Население Омска уже давно составляет более 1 млн человек. Магистрали не справляются с огромным потоком автомобилей и общественного транспорта. С конца XX века ведутся работы по перепланированию и переоборудованию улиц города.
Первым шагом к увеличению транспортного потока было упразднение трамвайных путей.
С 1992 года строится Омский метрополитен.
В 2005 году началось движение по специально построенному метромосту. Были переделаны основные транспортные развязки, на несколько метров расширены центральные улицы города (ул. Красный путь, Орджоникидзе, Герцена).
В сентябре 2008 года компания «Скай Линк» установила на пересечении улиц Жукова и Масленникова систему мобильного видеонаблюдения с целью мониторинга дорожной обстановки. Планируется установить подобные устройства и на других крупных транспортных развязках Омска.

## Топонимика
Названия улиц дореволюционного Омска можно разделить на несколько групп, подчиняющихся определённым правилам топонимии:
- По фамилиям людей, значимых для города на тот момент времени или известных омичей, живших на этих улицах (генерал-губернаторов, богатых домовладельцев, купцов): Путинцевская, Варламовская, Анциферовская, Капцевича, Гасфортовская, Шпрингеровская и др.
- По занятиям людей или группам лиц: Кузнечная, Ямская (по поводу последней ведутся споры, поскольку, как шутят омичи-краеведы, «ни ям, ни ямщиков на этой улице отродясь не было») и др.
- По названиям российских городов, в направлении которых выходили улицы или ближайших населённых пунктов: Тобольская, Тарская, Томская, Красноярская, Иркутская и др.
- По названиям находившихся на этих улицах церквей: Ильинская, Костельная, Крестовоздвиженская, Скорбященская, Никольский проспект и др.
- По названиям основных учреждений, расположенных на этих улицах: Почтовая, Главноуправленческая, Думская, Семинарская, Госпитальная, Больничный переулок и др.
- По торговым точкам или продаваемым на этих улицах крупным товарам: Весовая, Сенная, Складской переулок и др.
- По объектам природы, связанным с этими улицами: Большая и Малая Луговые, Кустики, Иртышская и др.
- Отражающие реальную картину состояния улиц: Глухая, Непрохожая, Непроезжая, Большая Грязная, Малая Грязная и др.
- По казачьей терминологии, либо свидетельствующие о принадлежности их основного населения к казачьему сословию: Войсковая, Полковая, Артиллерийская, Скаковская, Атаманская, Плотниковская (по фамилии атамана казачьего войска)[6] и др.
- На основе имён правящих русских царей: Александровская, Екатерининская и др.
- Показывающие окраинное положение улиц: Козья, Лесная, Барашки, Выгон и др.[7]

Изменение названий улиц до революции 1917 года практиковалось крайне редко. Так, улица Томская, одна из наиболее оживлённых в городе, решением Городской думы в 1914 году была переименована в Лермонтовскую (совр. ул. Лермонтова). В 1916 году, в дни празднования 200-летия Омска, Городская дума решила переименовать улицы Дворцовую и Атаманскую в проспект Петра Великого. События в стране (в частности, Февральская революция) препятствовали этому: комиссар Временного правительства по Степному генерал-губернаторству не утвердил данное решение.
В 1919 году на территории Омска была создана специальная комиссия по переименованию улиц, председателем которой стал заведующий дорожно-строительным отделом Д. А. Вернера. На основании постановления Омского Губернского Революционного Комитета от 09.02.1920 многим улицам города были присвоены новые названия в духе революционного времени. Появились улицы Краснофлотская, Интернациональная, МОПРа, Осоавиахимовская, Ленина, Маркса. Перенимая опыт запада, некоторые (в основном окраинные) улицы было решено пронумеровать в соответствии с английской системой. Так появилось несколько улиц Северных (с 1-й по 36-ю), Пролетарских, Рабочих. До сих пор в Омске сохранились такие названия улиц как 4-я Линия, 2-я Восточная, 6-я Ремесленная и др.
В 1950-е годы улицам стали присваивать имена героев Великой Отечественной войны. Появились улицы Бархатовой, Комарова, Карбышева.
В 2007 году вновь возвращаются к вопросу переименования топографических объектов. На карте Амурского посёлка появились улицы в честь профессора Омской медакадемии Л. Полуэктова, олимпийского чемпиона Г. Комнатова, почётного гражданина Омска, милиционера Е. Стороженко. Омские улицы были переименованы в честь поэта Вяткина, Героя Советского Союза Кузьмина, основательницы Омского хора Калугиной, профессора Омского сельскохозяйственного института П.Драверта.
В начале 2008 года началась новая волна по переименованию улиц. Так, Администрация Советского округа выступила с инициативой переименовать одну из улиц в честь Героя России Олега Охрименко, погибшего в 2002 году.
В интервью «Российской газете» председатель топонимической комиссии Юрий Глебов признаёт, что большинство новых названий улиц либо не несут никакой смысловой нагрузки (Весёлая, Успешная), а порой и вовсе абсурдны (например, на улице Кедровой в Омске нет ни одного кедра), либо названы по неблагозвучным фамилиям (Тытарь, Товстухо, Халтурин).
Историю названий улиц Омска можно проследить по следующим источникам:
- Огурцов С. А. О названиях и переименованиях улиц города Омска. — Омск: Межвузовская науч. геогр. конф., 1969. — С. 150—155.,
- Петров И. Ф. О малой родине и сыновнем долге. — Омск: Кн. изд-во, 1989. — С. 16—20.,
- Шихатов И. Чёрный городок и др. // Вечерний Омск : газета. — Омск, 9.09.1992.,
- Гвоздев Б. Ключи от прошлого. Сибирские легенды и предания. — Омск, 1998.,
- Вибе П., Михеев А., Пугачёва Н. Омский историко-краеведческий словарь. — М. Отечество, 1994.

## Транспортная сеть
- Омский автобус
- Омский троллейбус
- Омский трамвай
- Омский метрополитен

## Интересные факты
- На некоторых улицах, например, Ленинградском проспекте, согласно данным 2ГИС Омск, не расположено ни одного дома.
- Самой короткой улицей Омска считается улица Чехова, на которой расположен всего один дом, но её длина более 400 метров. Примечательно, что это здание под номером 3. Но есть улица Достоевского, длина которой 130 метров, на ней расположены 3 здания, одно из них — Омский государственный литературный музей им. Ф. М. Достоевского, другое — культурный центр Управления МВД.
- Самая короткая улица Омска является Дальневосточная, ее длина составляет всего 80 метров.
- До недавнего времени улицей с самым коротким названием в Омске была 1 улица.
- Самой длинной улицей по количеству домов считается улица Герцена (согласно данным 2ГИС номер последнего здания по улице — 321).
- Самыми длинными названиями улиц по данным сайта Администрации Омска считаются Новосортировочная (17 букв) и Осоавиахимовская (16 букв). Но это не так. Нехитрый анализ (см. Список улиц Омска и 2ГИС Омск) показывает, что улиц с названием из 15 букв намного больше. При этом в Омске есть улицы Коммунистическая и Лесокомбинатская (по 16 букв) и ещё 5 улиц с названиями из 17 букв: Верхнеднепровская, Интернациональная, Красногвардейская, Краснопресненская и Молодогвардейская. В названии улицы Машиностроительной 18 букв. В границах города в Советском административном округе есть улица Новоалександровская (19 букв). Кроме того, есть улицы, названия которых состоят из нескольких слов. И здесь рекордсменом можно считать ул. Военно-продуктовый пункт (22 буквы), а среди переулков — Северо-Восточный 2-й переулок (29 букв). Если рассматривать названия улиц по количеству букв, самыми длинными будут ул. 75 Гвардейской Бригады (32 буквы) и ул. 35 лет Советской Армии (29 букв), хотя их названия записаны числами.